# Dudod
Dudod fou un estat tributari protegit, una thikana feudataria de Jodhpur formada per 4 pobles a la pargana de Sojat. La governaven rajputs rathors del clan Champawat. Fou concedit a Kunwar Sangram Singh, fill de Thakur Prem Singh de Pali, el 1768, pel maharajà Vijai Singh de Jodhpur o Marwar.

## Llista de thakurs
- Thakur SANGRAM SINGH 1768-?
- Thakur SHIV SINGH ?-1792 (+ 1792 a la batalla de Mundwa)
- Thakur DEEP SINGH 1792-?
- Thakur SHER SINGH
- Thakur AMAR SINGH
- Thakur BHAIRU SINGH ?-1949